# 화계사길
화계사길(華溪寺길)은 서울특별시 강북구의 길급 도로로, 한신대학교 사거리에서 화계사 입구까지 약 585 미터에 이르는 구간이다. 원래 인수봉로 47길로 명명되었으나 2012년 3월 30일 현재 이름으로 개칭되었다. 이는 화계사가 있는 계곡을 예로부터 ‘꽃골[花溪]’이라고 부른 데에서 유래하였다. 2016년 11월 현재 강북구 관내 길급 위상의 도로구간 중 유일하게 일련번호식이 아닌 고유명칭이 붙어 관리되고 있다.